# الاتحاد الدولي للرياضات الإلكترونية
الاتحاد الدولي للرياضات الإلكترونية (IESF) هي منظمة عالمية يقع مقرها في كوريا الجنوبية وتتلخص مهمتها في الدعوة إلى الاعتراف بالرياضات الإلكترونية على أنها رياضة مشروعة شأنها شأن الرياضات الأخرى.
كما كشفت المنظمة مؤخرًا عن اتفاقية مع الاتحاد الآسيوي للرياضات الإلكترونية، والتي شهدت توقيع الثنائي على مذكرة تفاهم بهدف الرفع من مستوى الرياضات الإلكترونية بشكل أكبر.

## الدول الأعضاء
حاليًا، هناك 109 دولة عضو في الاتحاد: 

### إفريقيا (13 عضو)
جمهورية الكونغو الديمقراطية ، جيبوتي ، مصر ، غانا ، ليبيا ، موريتانيا ، موريشيوس ، المغرب ، ناميبيا ، نيجيريا ، السنغال ، جنوب إفريقيا ، تونس

### الأمريكتان (17عضو)
الأرجنتين ، جزر البهاما ، البرازيل ، تشيلي ، كولومبيا ، كوستاريكا ، جمهورية الدومينيكان ، إكوادور ، غواتيمالا ، هندوراس ، جامايكا ، المكسيك ، بنما ، بيرو ، سورينام ، الولايات المتحدة ، فنزويلا

### آسيا (34 عضو)
البحرين ، بروناي ، كمبوديا ، الصين ، تايبيه الصينية ، هونغ كونغ ، الهند ، إندونيسيا ، إيران ، العراق ، اليابان ، الأردن ، كازاخستان ، الكويت ، قيرغيزستان ، لاوس ، لبنان ، ماكاو ، ماليزيا ، جزر المالديف ، منغوليا ، ميانمار ، نيبال ، باكستان ، الفلبين ، المملكة العربية السعودية ، كوريا الجنوبية ، سريلانكا ، سوريا ، تايلاند ، تركمانستان ، الإمارات العربية المتحدة ، أوزبكستان ، فيتنام

### أوروبا (43 عضو)
ألبانيا ، أرمينيا ، النمسا ، أذربيجان ، بيلاروسيا ، بلجيكا ، البوسنة والهرسك ، كرواتيا ، جمهورية التشيك ، الدنمارك ، إستونيا ، فنلندا ، فرنسا ، جورجيا ، ألمانيا ، اليونان ، المجر ، أيرلندا ، إسرائيل ، إيطاليا ، كوسوفو ، ليتوانيا ، لوكسمبورغ ، مالطا ، موناكو ، الجبل الأسود ، مقدونيا الشمالية ، هولندا ، النرويج ، بولندا ، البرتغال ، رومانيا ، روسيا ، سان مارينو ، صربيا ، سلوفاكيا ، سلوفينيا ، إسبانيا ، السويد ، سويسرا ، تركيا ، أوكرانيا ، ويلز

### أوقيانوسيا (2 )
أستراليا ، نيوزيلندا

### المنظمات المنتسبة
ايسبورتس ميدل ايست و فريق الرياضات الإلكترونية القتالية بكوريا (FEG) والمنظمة الدولية للرياضات الإلكترونية للكاراتيه (IE-KO).